# Putsch in Siam 1933

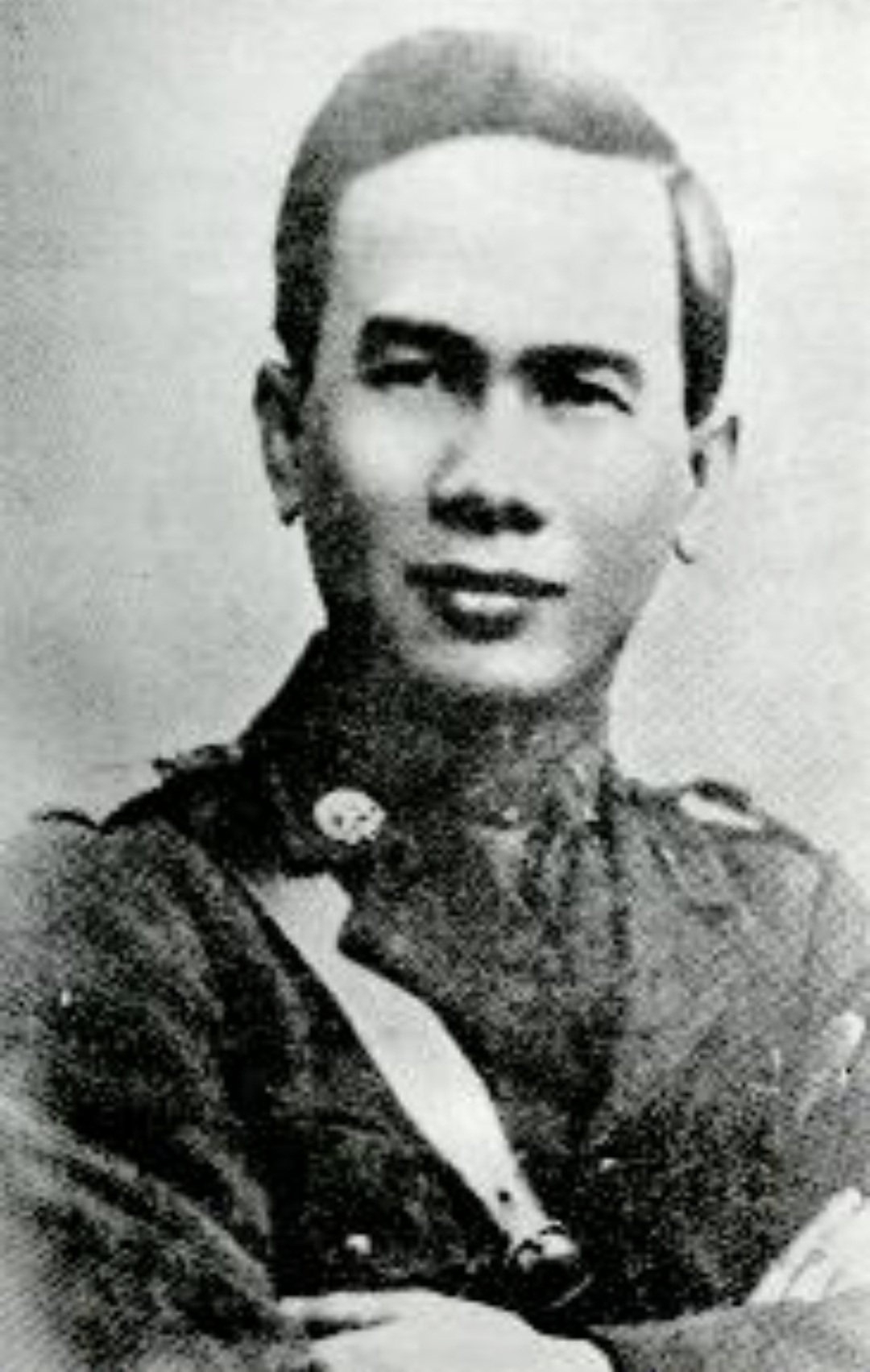
Plaek Phibunsongkhram, einer der Anführer des Putsches.

Am 20. Juni 1933 kam es zu einem erfolgreichen, unblutigen Putsch in Siam, dem heutigen Thailand. Dabei stürzte eine Gruppe jüngerer Offiziere der mittleren Ränge unter Führung von Oberstleutnant Phibunsongkhram und Fregattenkapitän Suphachalasai die amtierende Regierung.
Der Staatsstreich folgte ein Jahr nach der Siamesischen Revolution, die den Übergang des Landes von der absoluten zur konstitutionellen Monarchie gebracht hatte. Inzwischen war es zwischen den damaligen Revolutionären („Volkspartei“), zum Zerwürfnis gekommen. Ministerpräsident Phraya Manopakorn hatte das Parlament aufgelöst und die neue Verfassung teilweise wieder außer Kraft gesetzt, um die Absetzung seiner Regierung durch liberale Kräfte zu verhindern.
Dass die militärischen Führer der Revolution ihren Rücktritt einreichten, nahm die Gruppe der Putschisten als Anlass zum Staatsstreich. Grund war die Furcht um ihre Karrieren. Der Oberkommandierende des Heeres, Phraya Phahon, wurde Ministerpräsident und die Militärherrschaft in Siam stabilisiert.

## Situation

Finanzminister Pridi Phanomyong, Anführer der Liberalen und Verfasser des ökonomischen Plans.

Der Umsturz von 1932, der mehr als ein Putsch, aber eigentlich weniger als eine Revolution war, war von einem heterogenen Zusammenschluss verschiedener ziviler und militärischer Gruppierungen betrieben worden. Sie hatte nur das gemeinsame Interesse am Machtwechsel zusammengehalten. Diese Gruppen fielen nach dem Staatsstreich auseinander. Die eher konservativen Kräfte der Bürokratie, die nun in der Regierung von Phraya Manopakorn saßen, und hochrangigen Militärs waren mit der Machtverlagerung zu ihren Gunsten bereits zufrieden. Der liberale Flügel in der Volkspartei – namentlich die Gruppe um Pridi Phanomyong – strebte dagegen nach weitergehenden Veränderungen. Sie wollten die gesellschaftlichen und wirtschaftlichen Verhältnisse im Land nachhaltig verändern.
Pridi, der nach der Revolution Finanzminister war, hatte hierzu im Januar 1933 einen ökonomischen Plan vorgeschlagen. Er sah die Verstaatlichung allen Ackerlandes vor, zudem die Industrialisierung des Landes und staatliches Eigentum an den Produktionsmitteln. Alle Siamesen sollten zu Staatsangestellten werden, von der Regierung entlohnt, bei Krankheit und im Alter unterstützt und auch an der Verwaltung mitwirken. Die Nationalisierung der Betriebe sollte nicht durch Enteignung, sondern im Austausch gegen staatliche Wertpapiere erfolgen.
Der Ministerpräsident und der konservative Flügel lehnten diesen Plan, wie auch König Prajadhipok, als „kommunistisch“ ab. Manopakorns Konservative, die die Regierung kontrollierten, schlossen daraufhin das Parlament, da sie befürchteten, von den Liberalen, die die Mehrheit in der Nationalversammlung stellten, in einem Misstrauensvotum gestürzt zu werden, und drängten Pridi ins Exil. Das Kabinett rief den Notstand aus und erließ ein „Gesetz gegen kommunistische Umtriebe“, obwohl es zu der Zeit in Siam praktisch keine kommunistischen Aktivitäten gab. Die Regelung war vielmehr gegen die Reformen in Pridis ökonomischen Plan gerichtet, die nach der bewusst weiten Auslegung des Gesetzes als „kommunistisch“ aufgefasst werden konnten.

Die vier militärischen Führer der Revolution von 1932.

Die Gruppe des Ministerpräsidenten benötigte nun nur noch die Unterstützung des Militärs, um ihre Macht zu sichern. Die vier höchstrangigen Offiziere der Volkspartei reichten jedoch am 10. Juni ihre Entlassungsgesuche ein. In dieser Situation kam eine Gruppe jüngerer Offiziere überein, dass sie putschen sollten, um nicht einen „langsamen Tod zu sterben“, also in ihren Karrieren aufgehalten und von der Macht verdrängt zu werden.

## Handlungsträger

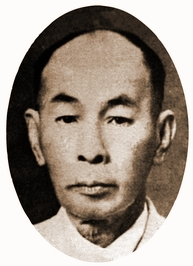
Ministerpräsident Phraya Manopakorn wurde im Verlauf des Putsches abgesetzt.

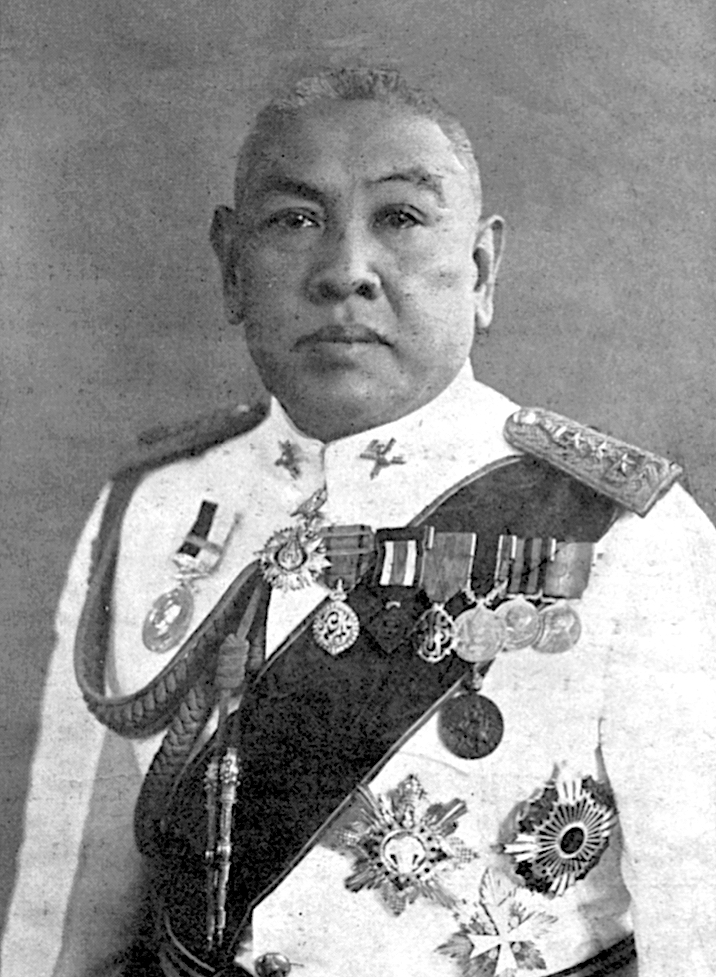
Oberst Phraya Phahon, Oberkommandierender des Heeres und ranghöchster Unterstützer des Putsches; Ministerpräsident nach dem Putsch.

Der Putsch wurde von den jüngeren und rangniederen Offizieren der Volkspartei getragen, auch wenn sich Oberst Phraya Phahon, der Anführer der Revolution von 1932 und amtierende Oberkommandierende des Heeres, zuletzt – und eher widerwillig – an seine Spitze setzte. Die eigentliche Planung und Ausführung des Umsturzes wurde von Oberstleutnant Luang Phibunsongkhram, dem Vizekommandeur der Artillerie, und Luang Suphachalasai, dem Vizekommandeur der Marine, geführt.

## Motivation
In ihrer Erklärung für die Absetzung der Regierung wiesen die Putschisten darauf hin, dass jene die Volksvertretung geschlossen und Verfassungsprinzipien außer Kraft gesetzt hatte. Sie erklärten somit, der Putsch stehe im „nationalen Interesse“. Nach dem Erfolg des Putsches wurde er zum Sieg des Konstitutionalismus über die Autokratie erklärt.
Der Coup ist aber auch vor dem Hintergrund der persönlichen Karriereinteressen der Putschisten zu sehen. Die jüngeren Teilnehmer an der Revolution 1932 drohten nach dieser, aus dem Machtkreis herausgedrängt zu werden. Oberst Phraya Song, einer der vier militärischen Führer der Volkspartei hatte mehrfach versucht, Phibunsongkhram auf eine weniger einflussreiche Position als die des Vizekommandeurs der Artillerie zu versetzen. Auch wollte er Mitglieder der Gruppe jüngerer Offiziere in der Volkspartei zum Studium ins Ausland schicken, um ihren Einfluss zu mindern. Zudem waren nach den Rücktrittsgesuchen der vier militärischen Führer des Umsturzes von 1932 deren Positionen mit Militärs, die nicht der Volkspartei angehörten, besetzt worden, die umso mehr zu Gegenspielern der jüngeren Offiziere werden konnten. Sie mussten befürchten, wieder den alten Würdenträgern unterstellt zu werden, gegen die sie rebelliert hatten. Und diese hätten wahrscheinlich versucht, ihre Karrieren zu unterbrechen.

## Ergebnis
Im Ergebnis des Putsches wurde eine direkte Militärherrschaft installiert. Phraya Phahon, der Oberkommandierende des Heeres, wurde Ministerpräsident. Einige Mitglieder der Gruppe jüngerer Offiziere wurden Kabinettsmitglieder. Die Mitglieder der Clique höherrangiger Offiziere in der Volkspartei wurden – außer Phahon – nicht bei der Postenvergabe berücksichtigt. Phibunsongkhram wurde sprungartig zum stellvertretenden Oberkommandierenden befördert. Pridi Phanomyong durfte nach Siam zurückkehren und wurde als Innenminister ins Kabinett berufen. Nach dem Putsch von 1933 war die zentrale Rolle des Militärs, die der Umsturz von 1932 gebracht hatte, gesichert. Es wurde für die folgenden Jahrzehnte die bestimmende Kraft in der Regierung des Landes.